# Бій під Сидоровом
У бою під Сидоровом 25 липня 1920 р. Окрема кінна дивізія армії УНР вщент розгромила більшовицьку кінноту і два полки більшовицької піхоти 123-ї пішої бригади разом із їх командирами.

## Попереднє розташування військ
За спогадами підполковника Армії УНР Івана Цапка, коли на початку липня 1920 року під тиском Червоної армії на Північному фронті польські війська відступили аж до Вісли і під Варшаву, українська армія продовжувала вперто боронити свій відтинок фронту, успішно стримуючи ворога. Зайнявши з 14 липня 1920 р. бойові позиції на правому, західному, березі річки Збруч — від Дністра до Гусятина, українське військо вело важкі бої у районі Шидлівці — Сидорів, що біля Гусятина, де ворог підтягнув значні сили піхоти та кінноти й майже щодня наступав на Збруч.
Третя стрілецька Залізна дивізія під командою генерала Олександра Удовиченка боронила вищезазначений
відтинок фронту й своїми контратаками не тільки паралізувала, а й відкидала ворожі війська більшовиків знову за Збруч.
Ворожі сили, розміщені попередньо на лівому, східному, березі Збруча, мали близько чотирьох полків піхоти, окрему бригаду кінноти та ще один кінний відділ. У цих боях проти ворожої кіноти Залізна дивізія не могла виставити відповідні за чисельностю кінні сили, тому відчуваючи перевагу в кінноті більшовики невпинно намагалися закріпитися на правому березі річки Збруч. Допомога у вигляді кількох куренів польської піхоти, надіслана польським командуванням для зміцнення фронту, що захищала Залізна дивізія, зазнала удару червоної кінноти, в результаті якого один з цих куренів було майже повністю вирубано.
За наказом вищого командування в зазначений район боїв було перекинуто Окрему кінну дивізію на чолі з полковником Іваном Омеляновичем-Павленком з метою ліквідувати ворожу кінноту. Окрема кінна дивізія на той час складалася з кінного полку Чорних Запорожців, Першого кінного Лубенського полку, Третього кінного Чигиринського полку, Окремого куреня «Сірків» (загальною кількістю до 1200 шабель) та Кінно-гірського гарматного дивізіону.

## Перебіг бою
Вранці 25 липня колона Окремої кінної дивізії підходила зі сходу до села Кривенького. В цей час ворогу у складі трьох полків 123-ї пішої бригади незважаючи на відчайдушний спротив Залізної дивізії вдалося захопити Сидорів. Тому відразу ж на українську піхоту, що відходила на Кривеньке кинулась з атакою більшовицька кінна бригада. Відхід піхоти під переважаючим натиском ворожої кінноти намагалися боронити Третій кінний полк під командуванням полковника Михайла Фролова (полк донських та кубанських козаків) та інші кінні сотні третьої Залізної дивізії. Забачивши старшинський роз'їзд, що був спереду Залізної дивізії, група більшовицької кінноти, близько 400 шабель, понеслась на нього намірюючись його знищити.
Командир Окремої кінної дивізії Іван Омелянович-Павленко, що перебував у голові колони, вмить оцінив ситуацію й наказав полковникові Олексі Алмазову тимчасово прийняти керівництво колоною, а сам на чолі свого конвою у складі 30 козаків та з їхнім командиром підхорунжим Сулейманом, кинувся назустріч червоним професійно рубаючи їх за всіма правилами військової науки. Не гаючи часу полковник Алмазов віддає наказ командиру Чорних Запорожців полковникові Дяченкові рушати разом з полком з місця в атаку, щоб підтримати комдива та знищити кінний відділ червоних.
Чорні Запорожці, на скаку розгортаючись до бою на смерть, як і написано на їхньому прапорі, рвонули у бій що було сили й випереджаючи свого командира з розгону «врубались» у лави червоних, «розносячи» ворога на шаблях. Внаслідок раптової атаки з цим кінним відділом червоних було враз покінчено.
Збиваючи ворожий наступ кінна артилерія полковника Алмазова бере під прицільний обстріл лави більшовицької піхоти та кінні підрозділи. Професійно організувавши обстріл артилеристи влучними попаданнями гранат розривали ворожі групи й покривали їх шрапнеллю.
Незважаючи на все уславлена піхота Залізної дивізії, тиснена ворожою кіннотою, все ще перебувала під загрозою знищення. Оцінивши поле бою полковник Омелянович-Павленко віддає наказ 1-му кінному Лубенському і 3-му кінному Чигиринському полкам на швидкому алюрі перейти праворуч від Кривенького, з тим щоб вийти на ліве крило більшовицької кінноти, а кінному полку Чорних Запорожців вдарити у чоло червоної кінної бригади. Сам командир Окремої кінної дивізії з резервним Окремим кінним куренем імені Івана Сірка попрямував за Лубенцями й Чигиринцями.
В цей же час кінний полк Залізної дивізії під командуванням полковника Фролова переходить в атаку на праве крило більшовицьких сил.
Ліворуч від Кривенького стрілянина враз припинилася й зазвучало могутнє «Слава!», що лунало лише під звуки гарматних вибухів.
З цим гаслом полк Чорних Запорожців на чолі з полковником Дяченком кинувся у лобову атаку на ворога. Відразу за цим залунало «Слава!» та «Ура!» з боку кінної групи полковника Фролова, яка під прикриттям кулеметного вогню обійшовши праве крило червоної кінної бригади, також пішла на неї в атаку.
Виходячи на бойові позиції Чигиринський полк, який ішов попереду, наткнувся на шалений кулеметний вогонь на лівому крилі червоної бригади, тому спішив дві сотні й за допомогою кулеметної сотні, також відкрив сильний вогонь по ворогові. Під натиском вогню більшовики заметушились і стали відходити. Прибувши слідом на поле бою полковник Омелянович-Павленко відразу кидає кінні полки Лубенців й Чигиринців в рішучу атаку на ліве крило ворога. З криком «За Україну! Слава!» українські козаки врізались у лави червоних нищащи їх на повному скаку.
Кидаючи поранених червона кіннота у паніці кинулась відступати до Сидорова в намаганні знайти захист у більшовицької піхоти. В цей час командир Окремої кінної дивізії разом з кінним куренем «Сірків» пішов в обхід червоної піхоти під Сидорів. Під Сидоровом по розстрільнях залягли частини 123-ї пішої бригади більшовиків, готових зустріти вогнем наступ української кінноти. Українські козаки на хвості ворожої кінної бригади вриваються в лави піхоти та січуть її по розстрільнях. Майже одночасно з цим, надійшовши з півдня, між Сидоровом і становищами частин 123-ї бригади, курінь імені Івана Сірка бере більшовицьку піхоту під вогонь своїх кулеметів, а потім кидається в атаку, дорубуючи піших та кінних.

## Результат бою
В результаті цієї вміло організованої за лічені години операції 25 липня 1920 р. Окрема кінна дивізія під керівництвом
полковника Івана Омеляновича-Павленка вщент розгромила бригаду червоної кінноти та два полки піхоти 123-ї пішої бригади разом з їх командирами. Було захоплено 34 кулемети, 3 польові гармати, коні й усе військове майно червоних та 11 санітарних возів з медикаментами. В той же час у цьому бою Окрема кінна дивізія втратила 2 козаків убитими, поранено 33 козаків і 3 старшини. З обох боків у кінному бою брало участь до 2500 шабель.